# Sungai Pandaruan
Sungai Pandaruan – międzypaństwowa rzeka na wyspie Borneo. Rzeka tworzy częściowo granicę między Brunei a Malezją. Rzeka oddziela malezyjski stan Sarawak od Dystryktu Temburong, eksklawy Brunei. Rzeka wpływa do Zatoki Brunei Morza Południowochińskiego. Między brzegami rzeki kursuje prom. 